# Elimia plicatastriata
Elimia plicatastriata är en snäckart som först beskrevs av Wetherby 1876.  Elimia plicatastriata ingår i släktet Elimia och familjen Pleuroceridae. IUCN kategoriserar arten globalt som nära hotad. Inga underarter finns listade i Catalogue of Life.